# Causse Comtal
Le causse Comtal est un plateau calcaire français situé au centre-sud du Massif central, sous-ensemble des Grands Causses.

## Situation
Situé au nord de Rodez, dans le département de l'Aveyron, il se trouve approximativement dans le triangle formé par Rodez au sud, Bozouls à l'est et Marcillac-Vallon à l'ouest. Sa limite nord est marquée par Muret-le-Château.
Il est entouré par les régions naturelles suivantes :
- au nord par la Viadène ;
- à l'est par le causse de Sévérac ;
- au sud par la chaîne des Palanges ;
- à l'ouest par le vallon de Marcillac.

## Toponymie
Le causse Comtal tient son nom de l'établissement des comtes de Rodez qui y cultivaient notamment le blé d'où son nom de « grenier à blé ». On y trouve à La Vayssière un grenier donjon et un aven.
Il est aussi appelé causse de Concourès (on trouve parfois l'orthographe fautive Coucourès).

## Géologie

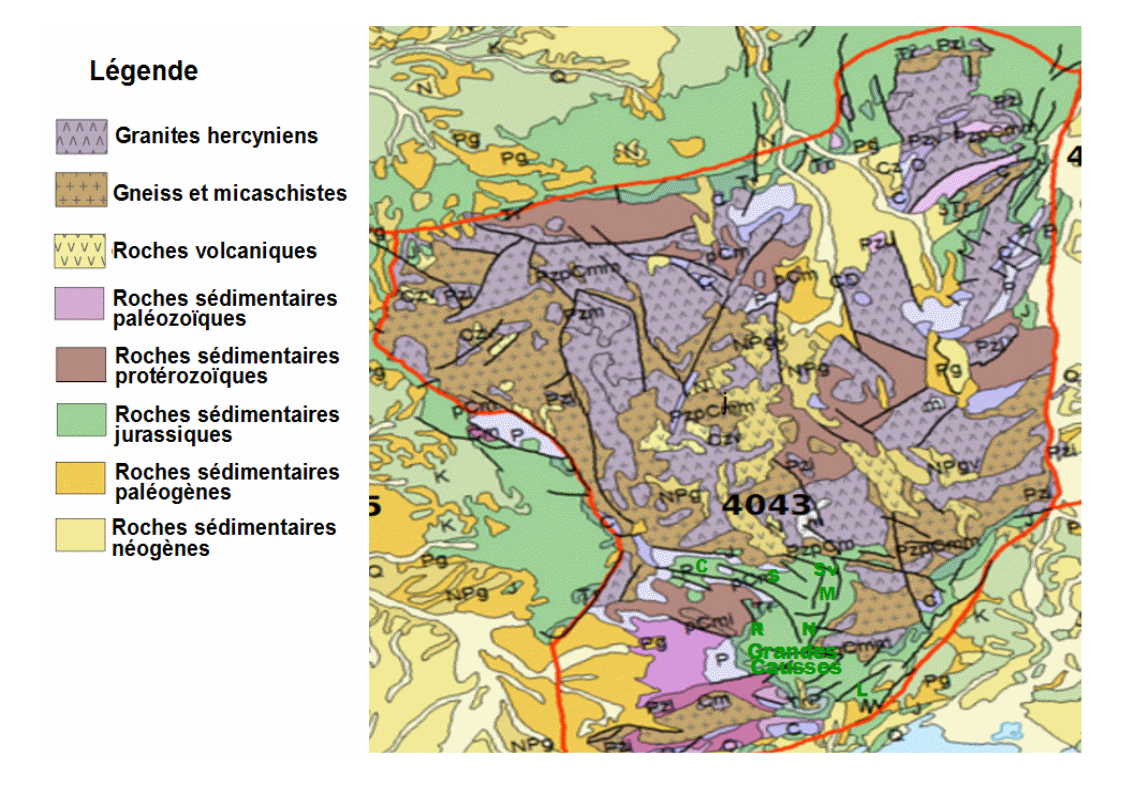
Carte géologique des Grands Causses :
C = Comtal ; S = Séverac ;
Sv = Sauveterre ; M = Méjean ;
N = Noir ; R = Rouge ; L = Larzac.

Comme tous les causses, c'est un territoire d'une altitude moyennement élevée dont le sol est calcaire. Son altitude moyenne est de 576 m, avec une altitude minimale de 328 m et une maximale à 690 m . Il présente un environnement karstique typique. Les résurgences les plus connues se trouvent à Salles-la-Source et également à Polissal (Saint-Félix-de-Lunel).

## Hydrologie
Le Causse a fait l'objet d'une mission de la DDAF (Direction départementale de l'Agriculture et de la Forêt) en 2004, menée par la société Géoaquitaine en collaboration avec la MISE (Mission Interservice des Eaux), à la suite de l'été caniculaire de 2003. Les ressources pérennes, temporaires et les forages ont été catalogués et renouvelés au BRGM, avec l'aide de la thèse belge de E. Dodge.

## Points d'intérêt

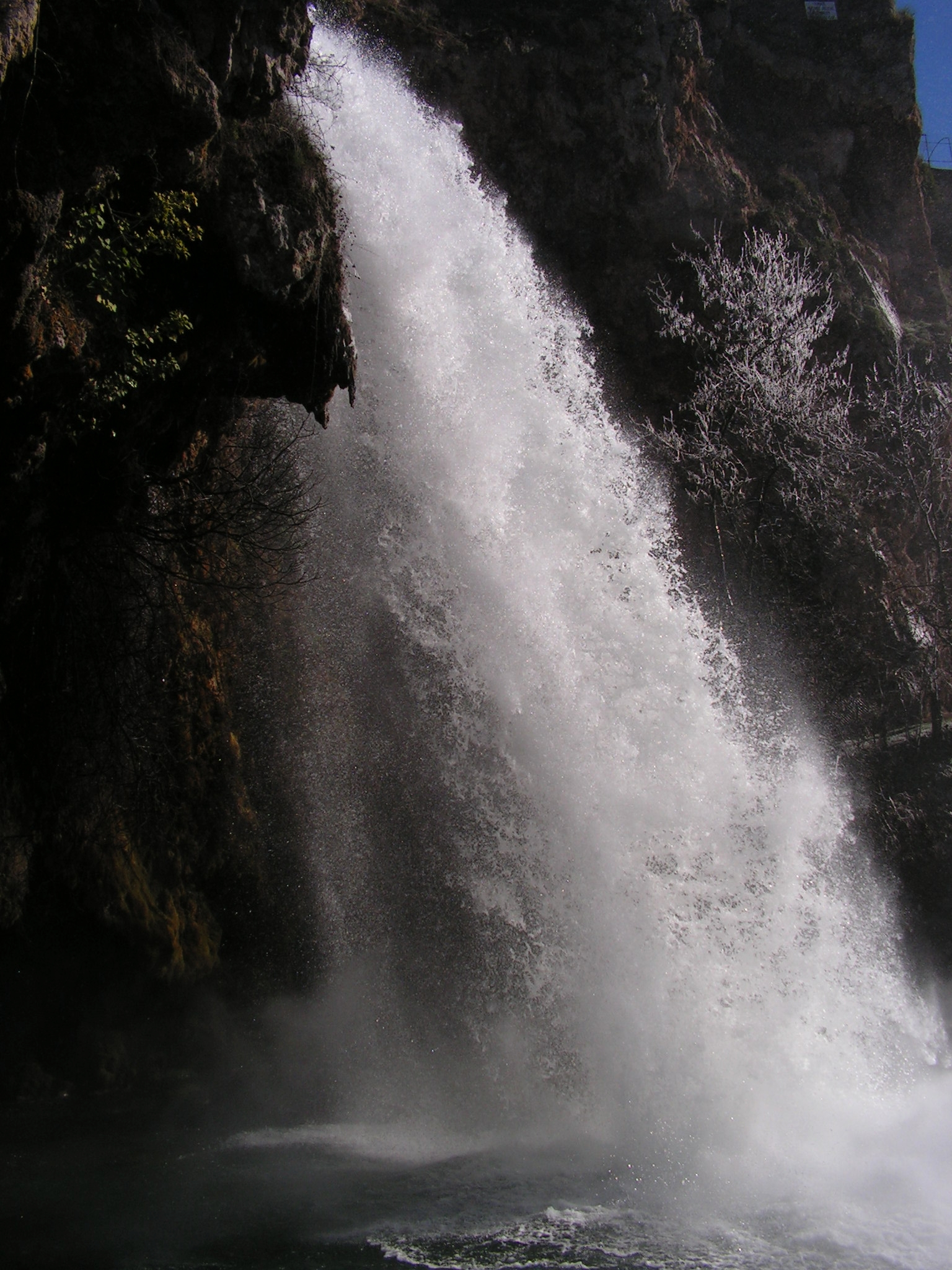
Cascade de Salles-la-Source.

Le causse Comtal offre plusieurs sites touristiques remarquables :
- la grotte de la Bouche Roland à Solsac
- le Tindoul de la Vayssière (aven)
- le trou de Bozouls et son Gourg d'Enfer
- le parc animalier de Mondalazac
- la cascade de Salles-la-Source
- le centre sportif de Vabre (terrains de foot, tennis, parc)